# Relações entre Brasil e Irlanda
As Relações entre o Brasil e a República da Irlanda são as relações diplomáticas entre os dois países. Ambas as nações são membros das Nações Unidas.

## História

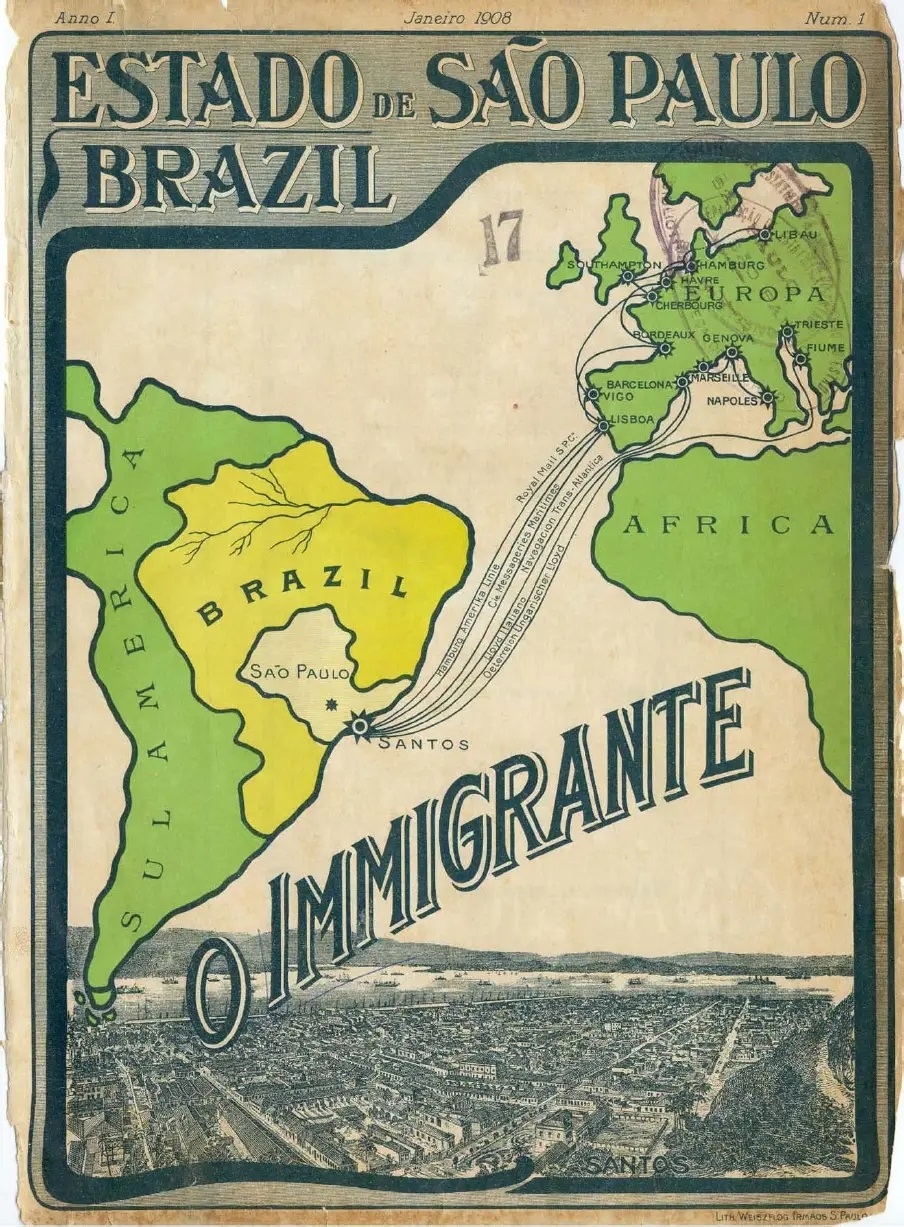
Revista da época, com informações do estado de São Paulo para ajudar e orientar imigrantes europeus recém-chegados a São Paulo

O primeiro colono irlandês conhecido no Brasil foi um missionário, Thomas Field, que chegou ao Brasil no final de 1577 e passou três anos em Piratininga (atual São Paulo). Em 1612, colonos irlandeses estabeleceram uma colônia em Tauregue, na foz do rio Amazonas, onde também foram estabelecidos assentamentos ingleses, holandeses e franceses.  Muitos dos colonos comercializavam tabaco, corantes e madeiras nobres. Um segundo grupo de colonos irlandeses chegou em 1620.  A primeira celebração registrada do Dia de São Patrício foi em 17 de março de 1770. 
Durante a Guerra da Cisplatina, o Brasil enviou recrutadores à Irlanda para recrutar homens como soldados para a guerra contra a Argentina. A qualquer irlandês que se alistasse no exército brasileiro foi prometido que, se se alistassem, receberiam uma concessão de terras após cinco anos de serviço. Aproximadamente 2.400 homens foram recrutados e quando chegaram ao Brasil (muitos com suas famílias), foram completamente negligenciados pelo governo. Os irlandeses amotinaram-se juntamente com um regimento alemão, e durante alguns dias houve guerra aberta nas ruas do Rio de Janeiro. Embora a maioria tenha sido mandada para casa ou reemigrada para o Canadá ou Argentina, alguns permaneceram e foram enviados para formar uma colônia na província da Bahia. 
Várias tentativas foram feitas pelo Brasil para trazer mais imigrantes irlandeses para se estabelecerem no país, porém, grande parte das terras cedidas aos colonos eram porosas ou em locais extremamente remotos. Muitos dos colonos irlandeses morreram ou reemigraram para outros países. Ao mesmo tempo, diversas figuras irlandesas proeminentes serviram em postos diplomáticos no Brasil para o Reino Unido (já que a Irlanda fazia parte do Império Britânico). O nacionalista irlandês e diplomata britânico Roger Casement, serviu como cônsul britânico em Santos, Belém e no Rio de Janeiro. 
Durante a Primeira Guerra Mundial, soldados brasileiros e irlandeses (que faziam parte do regimento britânico) lutaram juntos contra as forças alemãs durante a Ofensiva dos Cem Dias na França.  Durante a Segunda Guerra Mundial, o Brasil enviou tropas para a Itália enquanto uma nação recém independente da Irlanda permaneceu neutra durante a guerra, no entanto, vários milhares de homens irlandeses optaram voluntariamente por se juntar ao exército britânico para lutar contra as potências do Eixo. 
Em 1975, Brasil e Irlanda estabeleceram oficialmente relações diplomáticas.  Em 1991, o Brasil abriu uma embaixada em Dublin e em 1995, a presidente irlandesa Mary Robinson fez uma visita oficial ao Brasil.  Em 2001, a Irlanda abriu uma embaixada em Brasília. Em 2006, a Enterprise Ireland abriu um escritório em São Paulo, com atuação em toda a América do Sul. Em 2015, ambas as nações comemoraram 40 anos de relações diplomáticas. 

## Visitas de alto nível
Visitas de alto nível do Brasil à Irlanda
- Ministro do Desenvolvimento, Luiz Fernando Furlan (2006) [9]

Visitas de alto nível da Irlanda ao Brasil 
- Presidente Mary Robinson (1995)
- Tánaiste Mary Harney (1999)
- Taoiseach Bertie Ahern (2001)
- Presidente Mary McAleese (2004)
- Presidente Michael D. Higgins (2012)

## Migração
Nos séculos XVIII e XIX, vários milhares de irlandeses migraram para o Brasil, no entanto, desde o século XX, a tendência se inverteu e mais de 13.000 brasileiros residem na Irlanda.  

## Comércio
Em 2017, o comércio entre o Brasil e a Irlanda totalizou 1,7€ mil milhões de euros.  O Brasil é o segundo maior parceiro comercial da Irlanda na América Latina (depois do México). As principais exportações do Brasil para a Irlanda incluem: aviões, máquinas, minerais, soja, carne, frutas e madeira. As principais exportações da Irlanda para o Brasil incluem: produtos farmacêuticos, instrumentos de precisão, máquinas e produtos químicos orgânicos.  Existem cerca de 145 empresas irlandesas vendendo ativamente para o Brasil. 

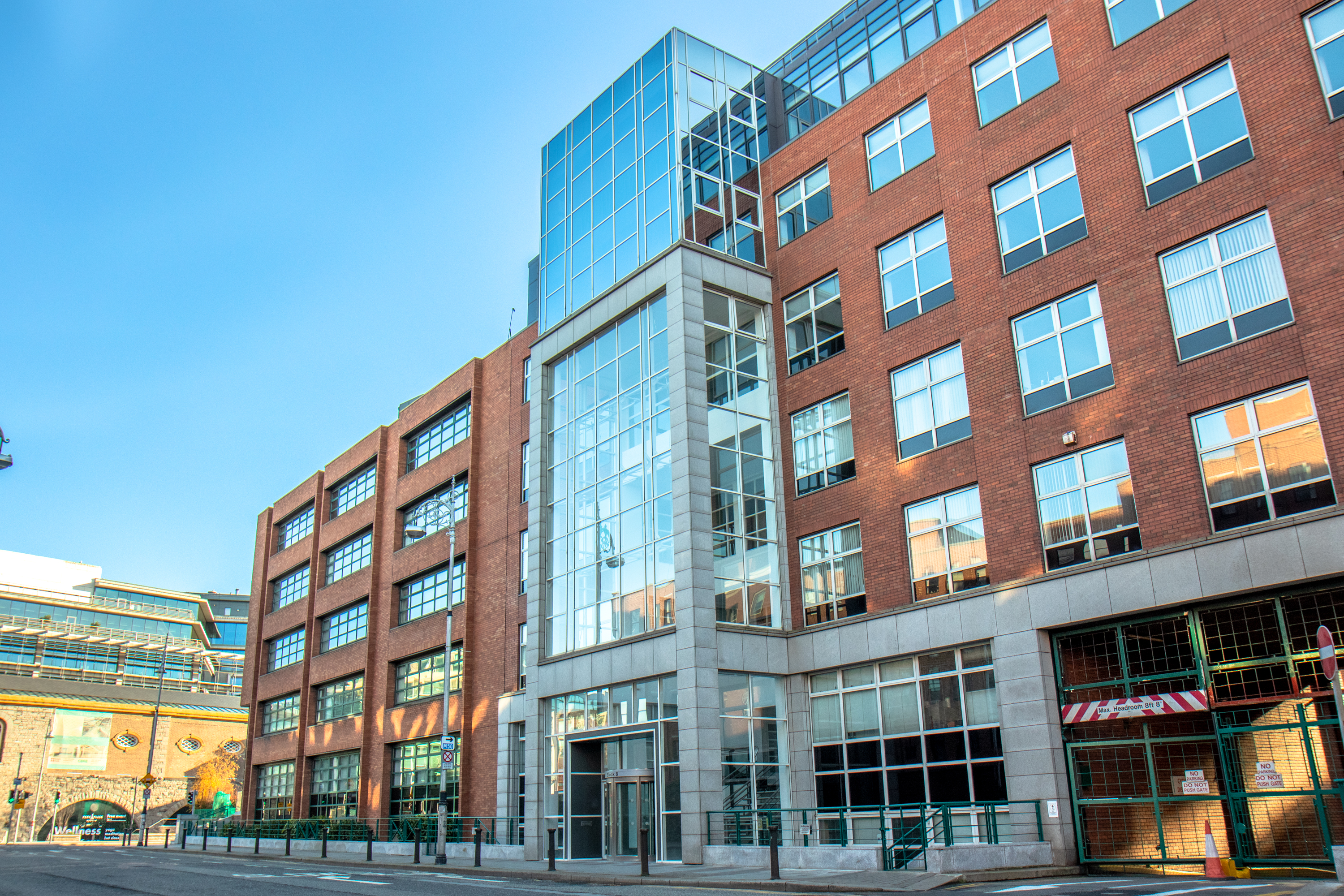
Edifício que abriga a Embaixada do Brasil em Dublin

## Missões diplomáticas residentes
- O Brasil tem uma embaixada em Dublin. [15]
- A Irlanda tem uma embaixada em Brasília e um consulado geral em São Paulo. [16]